# 鄭之玄
鄭之鉉（1590年—1633年），字道圭，號太白。福建泉州府晉江縣人。明朝政治人物。

## 生平
其人博通經史。天啟二年（1622年）中式壬戌進士，選翰林院庶吉士，授簡討，纂修《神宗實錄》。魏忠賢掌權，之鉉求去，丁外艱，哀毀幾死。居家五載，起官，奉命冊封岷藩，六年江西主考，事竣，思念母親，馳歸，至莆田病卒。